# 茨城町立明光中学校
茨城町立明光中学校（いばらきちょうりつめいこうちゅうがっこう）は、茨城県東茨城郡茨城町谷田部にある公立中学校。通称「明光中」（めいこうちゅう）。

## 概要

### 教育目標
- 自立する生徒の育成
- 真理を求め、正義を愛し、たゆまなく努力する生徒の育成

### 校訓
- 真理 正義 努力

## 沿革
- 1961年（昭和36年）4月1日 - 長岡中学校と石崎中学校を統合し、茨城町立明光中学校を設立。
- 1961年（昭和36年）11月7日 - 現在地で地鎮祭執行。（創立記念日とする）
- 1964年（昭和39年）8月21日 -	校舎竣工。
- 1980年（昭和55年）11月23日 - 青少年赤十字（JRC）永年加盟功労賞受賞。
- 1981年（昭和56年）11月29日 - 創立20周年記念式典挙行。
- 1993年（平成5年）7月23日 - 県総合体育大会男子総合優勝。
- 1995年（平成7年）2月24日 - 茨城県よい歯の学校「県教育長賞」受賞。
- 1995年（平成7年）11月9日 - 県中学校新人体育大会剣道男子団体優勝。
- 1996年（平成8年）10月24日 - 全国学校保健体育優良校表彰。
- 1996年（平成8年）11月11日 - 県中学校新人大会剣道男子団体優勝
- 2001年（平成13年）2月9日 - 平成12年度茨城県統計グラフコンクール優秀校賞受賞。
- 2003年（平成15年）7月28日 - 県総合体育大会弓道競技の部、剣道競技の部男子団体優勝。
- 2005年（平成17年）11月10日 - 茨城県中学校新人体育大会剣道男子団体優勝。
- 2006年（平成18年）12月5日 - 県統計グラフコンクール優秀校賞受賞。
- 2011年（平成23年）10月22日 - 創立50周年記念式典。
- 2017年（平成29年）2月24日 - 第76回全国教育美術展全国学校賞日本放送協会会長賞。
- 2018年（平成30年）2月23日 - 第77回全国教育美術展特賞。
- 2018年（平成30年）7月16日 - 茨城県総合体育大会陸上競技女子の部優勝。
- 2022年（令和4年）2月18日 - 茨城県よい歯の学校「県教育長賞」受賞。
- 2023年（令和5年）1月23日 - 2022年度学校情報化優良校認定。

## 施設
- 校舎
- 体育館
- グラウンド
- テニスコート
- サッカーコート
- 武道館
- 部室棟
- プール
- 駐車場
- 駐輪場

## 学校行事
- 4月 - 始業式、入学式、新入生歓迎会
- 5月 - 生徒総会、体育祭、自然体験学習
- 6月 - 修学旅行、校外学習、総合体育大会
- 9月 - 新人体育大会
- 10月 - 終業式、始業式
- 11月 - 文化祭（秋輝祭）
- 1月 - 二十歳のつどい式典
- 3月 - 飛翔のつどい、卒業式、修了式、離任式

## 部活動
- サッカー部
- 野球部
- バスケ部（男子・女子）
- 剣道部（男子・女子）
- ソフトテニス部（男子・女子）
- 吹奏楽部
- バレーボール部（男子・女子）
- 陸上部
- 柔道部
- 水泳部
- 卓球部